# 普拉特內克山
47°35′29″N 11°42′49″E / 47.59139°N 11.71361°E

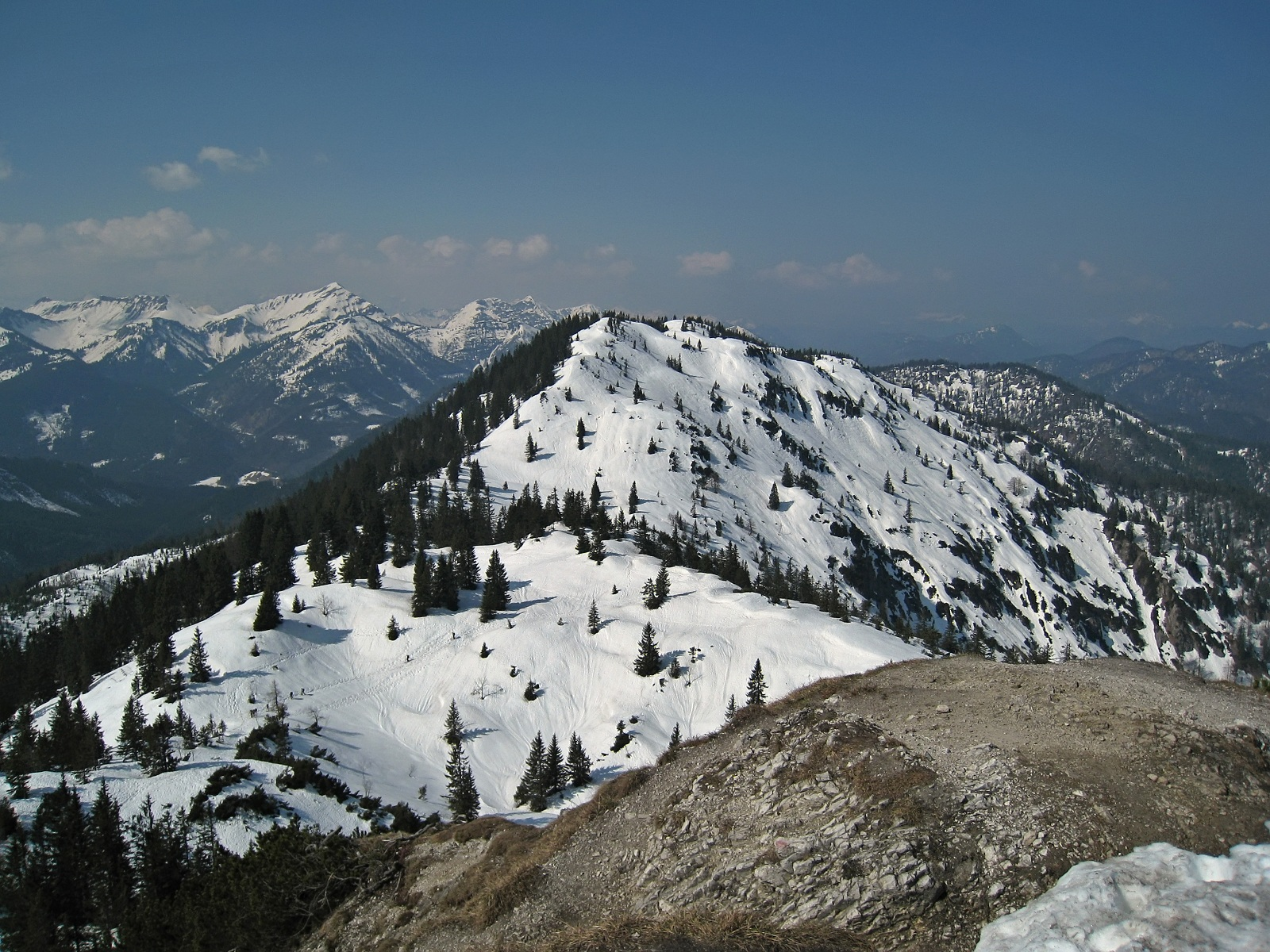

普拉特內克山（德語：Platteneck），是德國的山峰，位於該國東南部，由巴伐利亞負責管轄，屬於巴伐利亞前阿爾卑斯山脈的一部分，距離布勞山1.9公里，海拔高度1,618米。